# Siphonicytara formosa
Siphonicytara formosa är en mossdjursart som beskrevs av Harmer 1957. Siphonicytara formosa ingår i släktet Siphonicytara och familjen Siphonicytaridae. Inga underarter finns listade i Catalogue of Life.